# کیتی والش
کِیْتی والش (انگلیسی: Katie Walsh؛ زادهٔ ۱ نوامبر ۱۹۸۴) سیاست‌مدار و یک فعال سیاسی آمریکایی از حزب جمهوری‌خواه آمریکا است که مدت کوتاهی به عنوان معاون رئیس ستاد انتخاب شد. او در دولت ترامپ در سازمان ۵۰۱ (سی) یک سازمان غیرانتفاعی در زمینه سیاست‌های آمریکا فعالیت کرد.  والش پیش از این در سمت رئیس ستاد ملی حزب جمهوری خواهان خدمت کرده‌است. او در ژانویه ۲۰۱۳ به عنوان معاون وزیر دارایی به کمیته ملی حزب جمهوری‌خواه پیوست و در ماه ژوئن همان سال رئیس امور مالی شد. والش در سمت قبلی خود به عنوان معاون مدیر امور مالی کمیته ملی جمهوری خواهان، با مجلس سنای ایالات متحده در سراسر ایالات متحده در زمینه استراتژی‌ها کار کرده‌است. همچنین اقدام به جمع‌آوری اعانه در کمپین انتخاباتی نموداست. تجربه گذشته او نیز شامل خدمت به عنوان مدیر امور مالی منطقهٔ غرب میانه برای کمپین ریاست‌جمهوری جان مک‌کین فعالیت داشت. والش از سال ۲۰۰۸ نیز برای دوستان فرد تامسون در گروه اشکرافت به عنوان نماینده میدانی میزوری و سناتور مت بلانت کار می‌کند.

## معاون رئیس ستاد کاخ سفید در امور اجرایی
معاون رئیس ستاد کاخ سفید به‌طور رسمی دستیار سرپرست ستاد کاخ سفید است که عضو ارشد رئیس‌جمهور ایالات متحده به‌شمار می‌رود. معاون رئیس ستاد به‌طور معمول سرپرستی یک دفتر در غرب وین را برعهده دارد و مسئول تضمین اجرای صحیح بوروکراسی کاخ سفید و همچنین وظایفی است که رئیس کل کارکنان به او محول می‌کند می‌باشد. در برخی از ادارات، معاونان مختلف با وظایف مختلف وجود دارند.
در دولت ترامپ، در حال حاضر سه معاون کارکنان کاخ سفید عبارت هستند:
- اما دویل، معاون مدیر کل ستاد
- کریس لیدل، معاون رئیس ستاد هماهنگی سیاست
- دانیل والش، معاون رئیس ستاد عملیات
  -     - کیتی والش (سیاستمدار)، ۲۰۱۷(مدیر اجرایی)[۵]

## زندگی‌نامه
والش در سنت لوئیس، میزوری، متولد شد. او اولین علاقه خود در وردو به سیاست را به مادرش نشان داد، والش در یک مسابقه اجرایی بخش در ایالت میزوری، زمانی که هفت یا هشت سال بیشتر نداشت، کار می‌کرد. اولین مشارکت سیاسی او در دبیرستان بود که به عنوان کارآموز با سناتور جان اشکرافت در انتخابات مجلس سنای آمریکا در میزوری، ۲۰۰۰ انتخاب شد. او در آکادمی سنت لوییس، یک مدرسه خصوصی دخترانه و دبیرستان کاتولیک رومی تحصیل کرد و در سال ۲۰۰۳ فارغ‌التحصیل شد. او نماینده میدانی سناتور مت بلانت در سال۲۰۰۴ که فرماندار میزوری بود خدمت کرده‌است. والش همچنین بعنوان دستیار اجرایی و مشاور اشکرافت کار کرده‌است. والش با اخذ مدرک بازاریابی و مالی از دانشگاه جرج واشینگتن در سال ۲۰۰۷ فارغ‌التحصیل شد.

## سابقه شغلی

### انتخابات ریاست جمهوری سال ۲۰۰۸
والش در سال ۲۰۰۷ برای مدتی به عنوان دستیار مدیر مالی انتخابات ریاست جمهوری فرد تامپسون استخدام شد.
پس از آنکه تامپسون از رقابت انتخاباتی خارج شد، والش به کمپین ریاست جمهوری جان مک کین به عنوان مدیر مالی منطقه ای وی پیوست.

### کمیته سنای جمهوری خواهان
سپس والش در سمت معاون امور مالی کمیته سنای جمهوری جمهوریخواهان ملی (NRSC) به خدمت پرداخت و مجری برنامه‌های جمع‌آوری پول و استراتژی‌های سیاسی برای کمپین‌های سنا در دوران انتخابات سال ۲۰۱۰و ۲۰۱۲بود.

### کمیته ملی جمهوری‌خواه
در ژانویه ۲۰۱۳ والش به عنوان معاون امور مالی کمیته ملی جمهوری‌خواه مشغول به کار شد و در ماه ژوئن به مدیر مالی ارتقاء پیدا کرد. در کنگره ملی جمهوری‌خواهان، والش به عنوان «بازاریاب کارآفرین» شناخته شد و در طول دوره انتخابات سال ۲۰۱۴ میزان جمع‌آوری پول را به ۲۰۰ میلیون دلار افزایش یافت.
ولش به عنوان رئیس کمیته ملی جمهوریخواهان در اوایل سال ۲۰۱۵به جای رینز پرویبوس انتخاب شد. وی برای به اشتراک گذاشتن اطلاعات رای‌دهندگان به کنگره ملی جمهوریخواهان انتقاد کرد و گفت: «من فکر می‌کنم بسیار خطرناک و غلط است که اجازه دهید یک گروه از افراد بسیار قوی و به خوبی تأمین مالی شده بدون هیچ مسئولیتی به اطلاعات افراد دسترسی پیدا کنند.» به همین منظور وی در سال جاری میلادی از اندوره بارتت، مدیر فناوری RNC، خواست تا در ماه ژوئیه ۲۰۱۵ نسبت به اطلاعات رای‌دهندگان دربخش داده‌های RNC اطمینان حاصل کند و این طرح توسط کارل روو و جانی دستفانو طراحی شده بود تا اطلاعات رای‌دهندگان آمریکایی در دسترس قرار گیرد.
والش در طول دوره انتخابات ۲۰۱۶، معمار کمیته ملی جمهوری خواهان بود تا به موقع از رای‌گیری یا فعالیت‌های مربوط به شناسایی رای‌دهندگان کنار بکشد. وی روی استفاده از مجموعه داده‌های کمیته ملی جمهوریخواهان در انتخابات چهار سال پیش متمرکز بود. او به سی ان ان گفت که کمیته ملی جمهوری‌خوانان قصد دارد با کمترین میزان رای وبه کارگیری فناوری روی مدل‌های پیش‌بینی حساب کند، که احتمال شرکت رأی دهندگان را برای انتخاب نامزدهای جمهوریخواه پیش‌بینی کند. وی ادامه داد که کمیته ملی جمهوری خواهان متمرکز است بر روی تلاش‌های جلب آرا در مبارزات انتخاباتی ریاست جمهوری دونالد ترامپ.

### تیم منتخب ریاست جمهوری دونالد ترامپ
والش عضو تیم انتقال ریاست جمهوری دونالد ترامپ بود. تیم انتقال، یک گروه صد نفره از کمک کنندگان، کارشناسان سیاست، مقامات امور دولتی و مقامات سابق دولتی بودند که مسئولیت نظارت، مصاحبه و توصیه افراد برای نقش کابینه و کارکنان در اداره دولت ترامپ را تأمین کنند. او بخشی از رهبری کارکنان را برعهده داشت.

### مدیریت ترامپ
والش به عنوان معاون رئیس ستاد در امور اجرایی کاخ سفید در دولت دونالد ترامپ انتخاب شد. والش بر کارکنان ارشد نظارت داشت و برنامه‌ریزی دفتر ارتباطات عمومی را تحت نظارت قرار داد. به گفته وال استریت ژورنال، والش اجازه ورود به دفتر بیضی (اتاق کار رئیس‌جمهور) را از طرف رئیس ستاد رینز پربیون را دریافت کرد.
والش از سمت خود در ۳۰ مارس ۲۰۱۷استعفا داد و به عنوان مشاور یک پروتکل ۵۰۱(c) معاون‌رئیس‌جمهور در سیاست‌های اول آمریکا و کمیته ملی جمهوری خواهان، انتخاب شد.